# 양현 (야구 선수)
양현(梁賢, 1992년 8월 23일 ~ )은 KBO 리그 삼성 라이온즈의 우완 언더핸드 투수이다. 그의 형은 전 경기도 챌린지 리그 고양 위너스의 투수인 양훈이다.

## 아마추어 시절
대전고등학교 시절 에이스로 활약했으나 당시 팀 성적이 워낙 안 좋아 크게 주목받지 못했다. 또한 언더핸드 투수로서 120km/h 정도의 느린 구속 때문에 2011년 신인 드래프트에서도 10라운드에서 73순위로 두산 베어스에 가까스로 지명받았다.

## 두산 베어스시절
2011년 시즌 중반까지 2군에 머물러 있다가 2011년 9월 확장 엔트리 때 1군으로 승격됐다. 9월 11일 KIA전에 구원 등판하며 데뷔 첫 경기를 치렀고, 경기에서 2이닝 무실점을 기록했다. 9월 18일 롯데전에 데뷔 첫 선발 등판했으나 3이닝 7피안타, 2실점으로 패전 투수가 됐다.
2014년에 신고 선수로 전환됐고 2군에서만 등판했다. 
2015년 시즌 13경기에 등판해 5점대 평균자책점을 기록했고, 상무 야구단 입대 전 2016년 KBO 리그 2차 드래프트에서 넥센 히어로즈에 지명되며 이적했다.

## 상무 야구단시절
2016년에 중간 계투로서 10홀드를 기록했고, 2017년에는 3점대 평균자책점을 기록하며 좋은 모습을 보였다. 
제대 하루 전인 2017년 9월 19일 생애 첫 국가대표에 선발돼 10월에 아시아 야구 선수권 대회에 참가했다. 10월 3일 예선 두 번째 경기인 대만전에서 구원 등판해 1.2이닝 1탈삼진, 무사사구, 무실점을 기록했다. 10월 6일 슈퍼라운드 일본전에서 구원 등판해 수비 실책으로 1실점(비자책)을 하고 강판됐다.

## 넥센 히어로즈&키움 히어로즈시절
2018년 시즌을 2군에서 시작했고, 12경기에서 19이닝 19탈삼진, 2점대 평균자책점을 기록했다. 
5월 24일 박동원, 조상우가 성폭행 사건에 연루되며 1군 엔트리에서 말소되자 그가 1군으로 승격됐다. 승격 후 불안해진 팀 불펜진에서 활약했다. 특히 마정길의 은퇴, 한현희의 선발 고정으로 인해 계투진에 사이드암 투수가 필요한 팀 사정에 부응하며 시즌 33경기에 등판해 32.2이닝 1승 1패, 5홀드, 3점대 평균자책점을 기록했다. 2019년 시즌에는 1점대 평균자책점을 기록했다.

## 삼성 라이온즈시절
2024년 KBO 리그 2차 드래프트를 통해 이적하였다.

## 별명
- 양현종에서 맨 끝 글자를 빼면 그의 이름이 되는데 양현종의 별명이 '대투수'여서 별명에서 한 글자를 뺀 '대투'라고 불린다.

## 출신 학교
- 영랑초등학교
- 한밭중학교
- 대전고등학교

## 통산 기록
| 연도 | 팀명  | 평균자책점 | 경기 | 완투 | 완봉 | 승 | 패 | 세 | 홀 | 승률  | 타자 | 이닝 | 피안타 | 피홈런 | 볼넷 | 사구 | 탈삼진 | 실점 | 자책점 |
| ---- | ----- | ---------- | ---- | ---- | ---- | -- | -- | -- | -- | ----- | ---- | ---- | ------ | ------ | ---- | ---- | ------ | ---- | ------ |
| 2011 | 두산  | 5.40       | 3    | 0    | 0    | 0  | 1  | 0  | 0  | 0.000 | 25   | 5    | 8      | 1      | 3    | 0    | 2      | 3    | 3      |
| 2015 | 두산  | 5.23       | 13   | 0    | 0    | 0  | 0  | 0  | 0  | -     | 50   | 10⅓  | 19     | 2      | 0    | 3    | 7      | 7    | 6      |
| 2018 | 넥센  | 3.58       | 33   | 0    | 0    | 1  | 1  | 0  | 5  | 0.500 | 132  | 32⅔  | 31     | 4      | 13   | 1    | 20     | 13   | 13     |
| 2019 | 키움  | 1.99       | 29   | 0    | 0    | 1  | 0  | 0  | 1  | 1.000 | 159  | 40⅔  | 31     | 1      | 11   | 1    | 25     | 10   | 9      |
| 2020 | 키움  | 3.30       | 58   | 0    | 0    | 8  | 3  | 2  | 11 | 0.727 | 245  | 60   | 58     | 4      | 17   | 3    | 33     | 23   | 22     |
| 2021 | 키움  | 4.69       | 45   | 0    | 0    | 1  | 2  | 0  | 5  | 0.333 | 225  | 48   | 59     | 3      | 26   | 1    | 22     | 31   | 25     |
| 2022 | 키움  | 5.15       | 25   | 0    | 0    | 3  | 2  | 2  | 5  | 0.600 | 167  | 36⅔  | 39     | 4      | 17   | 1    | 14     | 23   | 21     |
| 2023 | 키움  | 5.05       | 54   | 0    | 0    | 0  | 5  | 0  | 8  | 0.000 | 262  | 57   | 83     | 5      | 21   | 0    | 16     | 38   | 32     |
| 2024 | 삼성  | 7.62       | 18   | 0    | 0    | 0  | 1  | 0  | 2  | 0.000 | 64   | 13   | 21     | 4      | 5    | 1    | 10     | 11   | 11     |
| 통산 | 9시즌 | 4.21       | 278  | 0    | 0    | 14 | 15 | 4  | 37 | 0.483 | 1329 | 303⅓ | 349    | 28     | 113  | 11   | 149    | 159  | 142    |

## 가족관계
- 배우자 : 김단아 (2024년 12월 7일 결혼예정)